# رابرت اودونگکارا
رابرت اودونگکارا (انگلیسی: Robert Odongkara؛ زادهٔ ۲ سپتامبر ۱۹۸۹) بازیکن فوتبال اهل اوگاندا است.
از باشگاه‌هایی که در آن بازی کرده‌است می‌توان به اشاره کرد.
وی همچنین در تیم ملی فوتبال اوگاندا بازی کرده‌است.